# Valdemar Steenberg
Valdemar Emanuel Steenberg, född 9 januari 1829 på Sankt Ols prästgård i Olsker på Bornholm, död 11 mars 1892, var en dansk psykiater.
Steenberg avlade medicinsk examen 1853, blev förste underläkare vid Almindelig Hospital 1857 och tredje läkare vid sinnessjukanstalten i Slesvig 1859. Han disputerade för doktorsgraden 1860 på avhandlingen Den syphilitiske Hjernelidelse och blev efter Adolph Wilhelm Theodor Gørickes avgång överläkare vid Sankt Hans Hospital 1863. Under företrädaren gjordes vissa försök att reformera anstalten, men det blev Steenberg, som kom att leda omorganisationen och omvandla den från en förvaringsplats för sinnessjuka till en vårdanstalt. Han fick stöd från Köpenhamns kommunalstyre, som genom rad nya byggnader gjorde det möjligt att införa som princip att inte avvisa en sinnessjuk på grund av platsbrist. Även den medicinska behandlingen reformerades och humaniserades. Vid Sankt Hans Hospitals 50-årsjubileum, 1866, blev Steenberg titulär professor, och på olika sätt hedrades han av samtiden som en av de ledande psykiatrerna i Norden.